# Râul Valbona
Valbona (în albaneză Valbonë) este un râu în partea de nord a Albaniei. Izvorăște din Alpii Albanezi nu departe de granița cu Muntenegru. Traversează teritoriul comunei Margegaj (între care și satele Valbonë, Dragobi și Shoshan) apoi se recurbează către sud în zona orașului Bajram Curri și continuă către sud-vest până la confluența cu râul Drin, pe teritoriul comunei Fierzë. Are o lungime de 50 km.